# Partia Pokoju i Wolności
Partia Pokoju i Wolności (ang. Peace and Freedom Party, PFP) – amerykańska lewicowa partia polityczna działająca w ponad tuzinie stanów, w tym w Kalifornii, Kolorado, Florydzie, Hawajach, Indianie i Utah, jednak poza Kalifornią nie uczestniczy w wyborach.

## Opis
Pierwsi kandydaci Peace and Freedom pojawili się podczas wyborów w 1966 w Nowym Jorku. Partia Pokoju i Wolności w Kalifornii została zorganizowana na początku 1967.
Partia Pokoju i Wolności pojawiła się w innych stanach jako antywojenna i pro-obywatelska organizacja przeciwna wojnie w Wietnamie i wspierająca walkę o prawa czarnej ludności. Opowiadała się również za organizowaniem robotników rolnych, walką o prawa kobiet i ruchy na rzecz praw osób LGBT. Kandydatami na prezydenta partii byli Leonard Peltier w 2004, Ralph Nader w 2008, Roseanne Barr w 2012 i Gloria La Riva w 2016 i 2020.

## Ideologia
Według strony internetowej partia „jest zaangażowana w feminizm, socjalizm, demokrację, ekologię i równość rasową”, opowiadając się za „budowaniem masowej partii socjalistycznej w całym kraju”. Jest silnym zwolennikiem ochrony środowiska, praw tubylczych, praw mniejszości seksualnych, finansowanej przez rząd opieki zdrowotnej, prawa kobiety do aborcji, edukacji publicznej, dotowanych mieszkań i gospodarki socjalistycznej.